# Паллада Эссет Менеджмент
ЗАО «Паллада Эссет Менеджмент» — бывшая российская управляющая компания, старейшая в России , специализировавшаяся на доверительном управлении активами. Лицензия на осуществление деятельности по доверительному управлению инвестиционными фондами, паевыми инвестиционными фондами и негосударственными пенсионными фондами № 21-000-1-00006, выдана ФСФР России 8 августа 1996 года.
21 июня 2016 года у компании отозвана лицензия. Активы Негосударственных Пенсионных Фондов переданы под управление АСВ (https://www.asv.org.ru/ Архивная копия от 9 сентября 2019 на Wayback Machine), Паевые Инвестиционные Фонды прекращены.

## Руководство
Конкурсный управляющий — Лопатин Артем Игоревич (СРО Союз "МЦАУ" - Союз "Межрегиональный центр арбитражных управляющих").